# Egil Jevanord
Egil Jevanord (3 luglio 1918 – 3 aprile 2000) è stato un calciatore norvegese, di ruolo difensore.

## Carriera

### Club
Jevanord giocò con le maglie di Spartacus e Lyn Oslo.

### Nazionale
Conta 5 presenze per la Norvegia. Esordì in squadra il 21 ottobre 1945, nella sconfitta per 10-0 contro la Svezia.